# Liste der Biografien/Hilc
Liste der Biografien |
Portal Biografien |
Personensuche
# |
A |
B |
C |
D |
E |
F |
G |
H |
I |
J |
K |
L |
M |
N |
O |
P |
Q |
R |
S |
T |
U |
V |
W |
X |
Y |
Z |
?
 
Ha |
Hd |
He |
Hi |
Hj |
Hk |
Hl |
Hm |
Hn |
Ho |
Hr |
Hs |
Ht |
Hu |
Hv |
Hw |
Hy
 
Hia |
Hib |
Hic |
Hid |
Hie |
Hif |
Hig |
Hih |
Hii |
Hij |
Hik |
Hil |
Him |
Hin |
Hio |
Hip |
Hir |
His |
Hit |
Hiv |
Hiw |
Hix |
Hiy |
Hiz
 
Hila |
Hilb |
Hilc |
Hild |
Hile |
Hilf |
Hilg |
Hilh |
Hili |
Hilj |
Hilk |
Hill |
Hilm |
Hilp |
Hils |
Hilt |
Hilu |
Hilv |
Hilz
Die Liste der Biografien führt alle Personen auf, die in der deutschsprachigen Wikipedia einen Artikel haben. Dieses ist eine Teilliste mit 5 Einträgen von Personen, deren Namen mit den Buchstaben „Hilc“ beginnt.

## Hilc

### Hilch
- Hilchen von Lorch, Johann (1484–1548), kaiserlicher Feldmarschall
- Hilchen, David († 1610), livländischer Humanist, Syndikus der Stadt Riga
- Hilchenbach, Carl Wilhelm (1749–1816), reformierter Theologe

### Hilck
- Hilcken, Christoph Wilhad (1664–1717), deutscher Jurist und Oberaltensekretär der Freien und Hansestadt Hamburg
- Hilckman, Anton (1900–1970), deutscher Volkskundler und Publizist